# Arnemuiden

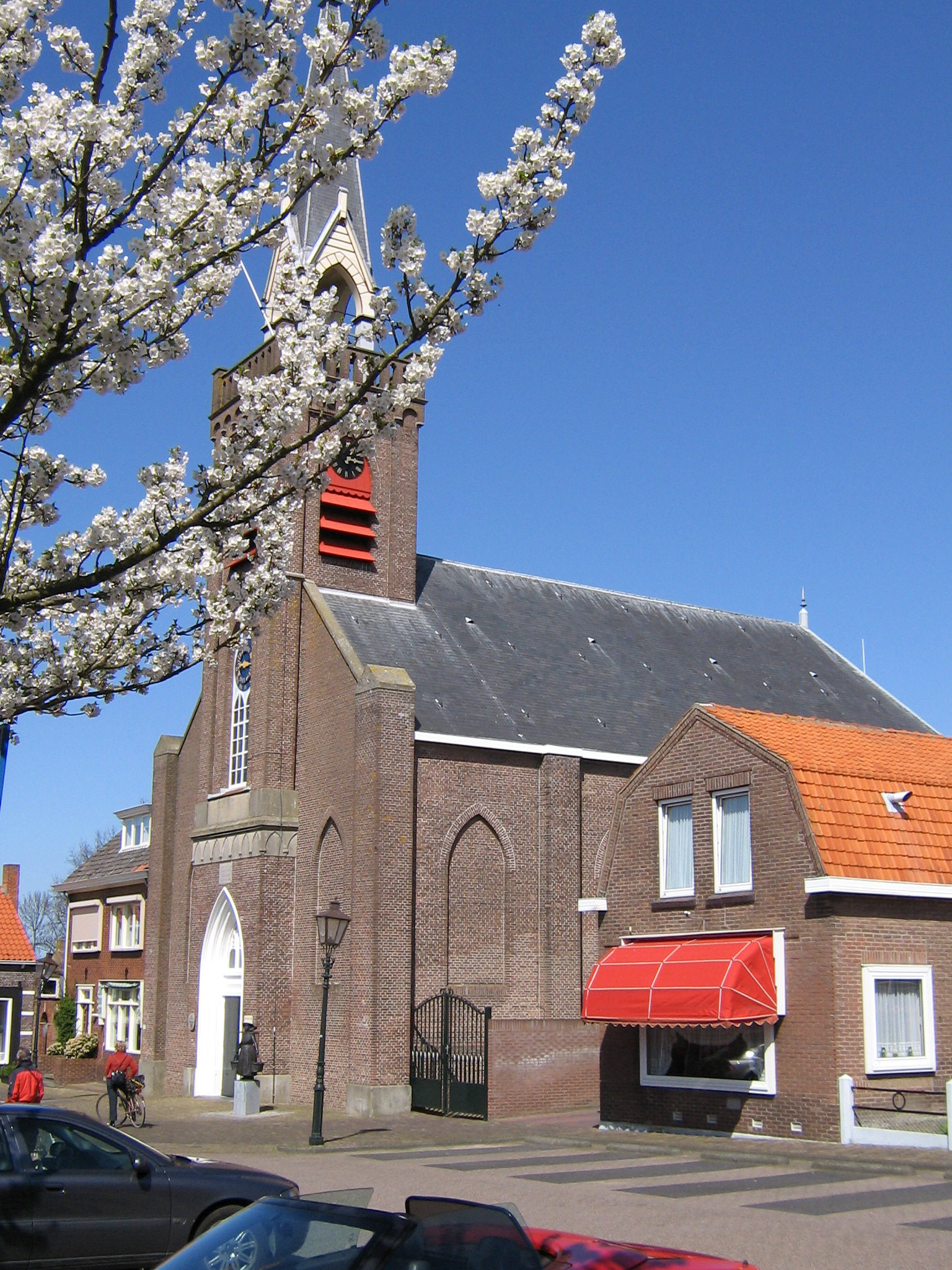
Kyrka i Arnemuidens centrum

Arnemuiden är en liten stad på ön Walcheren i provinsen Zeeland, Nederländerna. Den tillhör Middelburgs kommun. Arnemuiden var tidigare en betydande handelsstad och ägde en av de största hamnarna vid Scheldes mynning. Hamnen är nu torrlagd.
I Arnemuiden finns Arnemuidens järnvägsstation som är en station på Zeeuwselinjen.